# Alla tiders Karlsson
Alla tiders Karlsson är en svensk komedifilm från 1936 i regi av Gösta Rodin.

## Handling
Åke anställs som sångare i en revyturné, hans morbror Karlsson blir turnébussens chaufför. När sällskapet kommer till en mindre stad föredrar invånarna att se på trolleri, där huvudnumret är att den vackra Cleo trollas bort. Åke förälskar sig i henne och känslorna besvaras, så småningom smiter Cleo iväg med Åkes sällskap eftersom hon inte gillar att bli borttrollad. Det uppskattas inte av hennes ursprunglige arbetsgivare.

## Om filmen
Filmen är inspelad i Cromo Films ateljé, Novilla, Stockholm. Exteriörerna är tagna i Stockholm. Den hade premiär den 31 juli 1936 och är barntillåten. Den har visats två gånger på TV4 och var då 70 minuter lång.
Filmen skrevs för Thor Modéen, men Svensk Filmindustri hade kontrakt med honom och vägrade lämna ut honom.

## Rollista
- Sigurd Wallén
- Sture Lagerwall
- Hilding Gavle
- Annalisa Ericson
- Weyler Hildebrand
- Charlie Almlöf
- Hjördis Petterson

### Ej krediterade
- Gösta Bodin
- Emil Fjellström
- John Melin
- Julia Cæsar
- Gunnar Olsson
- Georg Skarstedt
- Hugo Bolander
- Knut Frankman
- Torsten Winge
- Anna-Greta Adolphson
- Keth Hårleman
- Hugo Lundström
- Lisa Wirström
- Valborg Svensson
- Bertil Berglund
- Paul Hagman
- Tom Walter
- Bertil Ehrenmark
- Valdemar Dalquist
- John Sandling
- Otto Adelby
- Hanna Adelby
- Nils Hallberg
- Nisse Lind

## Musik i filmen
- Fjäriln vingad syns på Haga, kompositör och text Carl Michael Bellman, sång av okänd sångerska.
- Över havet tanken glider, kompositör Henrik Witt, text Rolf Grane, sång John Wilhelm Hagberg som dubbar Sture Lagerwall
- Hit skall alla komma, kompositör Ernfrid Ahlin, text Roland, sång John Wilhelm Hagberg, Sigurd Wallén, Hilding Gavle, Hjördis Petterson, John Melin och Gösta Bodin
- Lite gladare om jag får be, kompositör Ernfrid Ahlin, text Roland, sång Sigurd Wallén
- Som klippt och skuren för mej, kompositör Ernfrid Ahlin, text Roland, sång Sigurd Wallén